# 徐毅 (1957年)
徐毅（1957年—），山东菏泽人，汉族，中华人民共和国政治人物，曾任江西省民政厅厅长，现任江西省政协人口资源环境委员会副主任。
毕业于中央党校培训部经济理论专业。2013年，担任全国人大代表。